# Microepidendrum subulatifolium
Microepidendrum subulatifolium (A.Rich. et Gal.) W.E. Higgins è una orchidea della sottofamiglia Epidendroideae (tribù Epidendreae, sottotribù Laeliinae), endemica del Messico. È l'unica specie nota del genere Microepidendrum.

## Descrizione
È una pianta cespitosa, che presenta fusti sottili, lunghi 1–8 cm, di colore rossastro, dotati di radici spesse, verrucose, con apice rosso. Le foglie, in numero di 2-3 per ciascun fusto, sono subcilindriche, acute, lunghe sino a 12 cm. L'infiorescenza, racemosa, lunga sino a 25 cm, raggruppa pochi fiori con tepali di colore giallo-bruno e labello biancastro, con callosità basale gialla.

## Distribuzione e habitat
Cresce come epifita nelle foreste di quercia del Messico meridionale.